# Aldarové kyseliny

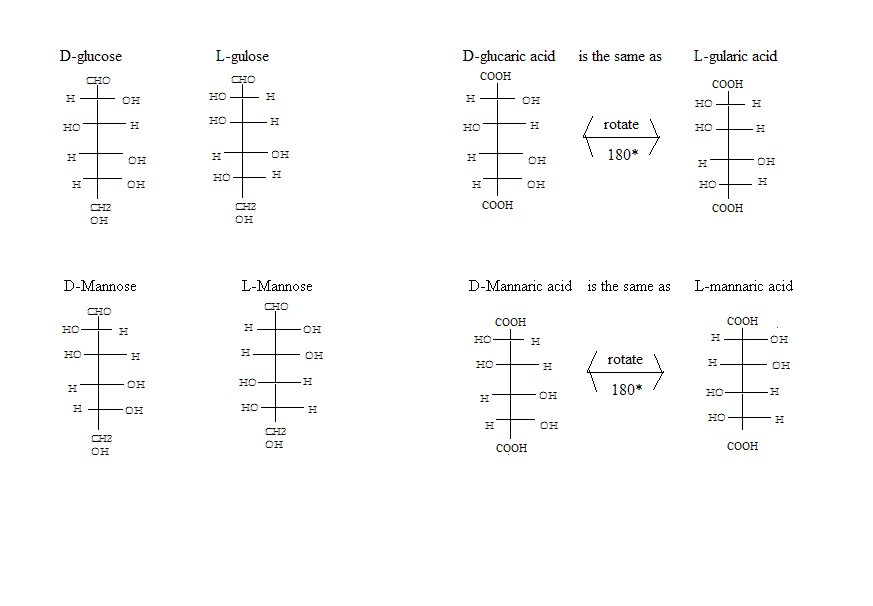
příklady aldarových kyselin

Aldarové kyseliny jsou skupinou karboxylových kyselin. Vznikají oxidací jak aldehydové skupiny, tak i hydroxylové skupiny terminálního uhlíku monosacharidů na karboxylové skupiny. Jména aldarových kyselin se odvozují od názvů výchozích sacharidů. Jako příklad je možné uvést glukarovou kyselinu.